# Nicholas Hoare
Nicholas Hoare était une chaîne de librairies indépendantes canadiennes spécialisée dans les livres de Grande-Bretagne. L'entreprise a fermé tous ses magasins en 2013.

## Anciens magasins
- Un sur l'île de Montréal :
  - sur l'avenue Greene à Westmount
  - Un magasin dans Ogilvy's sur la rue Sainte-Catherine a fermé fin 2006

- Deux en Ontario :
  - sur la promenade Sussex à Ottawa
  - sur la rue Front à Toronto